# 髙嶋政伸
髙嶋 政伸（、1966年〈昭和41年〉10月27日 - ）は、日本の俳優。東京都出身。東宝芸能所属。俳優で司会者の高島忠夫・女優でタレントの寿美花代夫妻の三男。
「髙」が機種依存文字のため、一部メディアでは常用漢字を用いた「高嶋 政伸」という表記もみられる。

## 人物・来歴
成城学園中学校高等学校、成城大学文芸学部芸術学科卒業。
元は映画監督を目指していたが、大学時代に自主映画制作で負った借財(280万円)を父に肩代わりしてもらい、それを返済するため俳優を志す。父と兄の付き人を経て兄の計らいでプロデューサーに紹介され、デビューを果たす。
デビューからしばらくは好青年役のイメージが強かったが、2011年前後から敵役、悪人役が増え、役柄の幅が広がった。

## 家族・親類
- 父は高島忠夫、母は寿美花代、兄は髙嶋政宏、義姉はシルビア・グラブである。1964年8月に生後5か月で家政婦に殺害された長兄・道夫[7]がおり、政伸は三男である（詳細は高島忠夫長男殺害事件を参照）。髙嶋弘之は叔父、高嶋ちさ子は従妹にあたる。
  - 兄の政宏との関係は良好だが、事務所の方針による事情から共演NGとなっており、2013年を最後に共演していない[8]。
- 2007年に『大韓航空機爆破事件から20年 金賢姫を捕らえた男たち 〜封印された3日間〜』（フジテレビ）で共演した美元と2008年3月8日に婚約し、8月31日に東京永田町日枝神社で挙式、帝国ホテルで披露宴を行い、9月8日、婚姻届を提出したと美元がブログで公表した。
- 2011年7月13日、美元と離婚協議中であると報じられた[9]。2012年2月1日、髙嶋は離婚裁判で東京地方裁判所の法廷に出廷し、「25年の芸能生活をなげうっても離婚したい」と述べた[10]。2012年11月9日、髙嶋が離婚成立を求めた訴訟で、東京家庭裁判所の小林愛子裁判官は「婚姻を継続し難い重大な事情があると認められ、2人の婚姻関係はもはや修復不可能であり、破綻していると言わざるを得ない[11][12]。」として、離婚を認める判決を言い渡した[12]。その後、美元側が離婚に同意し、髙嶋側も裁判を取り下げたため、2012年11月26日までに離婚が成立した[13]。
- 2015年9月16日、14歳年下の一般人女性と再婚した[14]。
- 2017年8月21日、第1子男児が誕生した[15]。
- 2022年3月16日、第2子男児が誕生した[16]。

## 人物・エピソード
- 特技は耳を動かすこと[3]。
- 父と同様にドラム演奏が達者であり、実家に愛用のドラムセットがある[要出典]。
- 昔から自他共に認める潔癖症で、真面目な性格との評価もある[要出典]。
- 役に入り込むタイプで、演じる役の性格によっては本番前など話しかけ辛い時があると語る共演者が居る[要出典]。
- 代表作である『HOTEL』では「姉さん、事件です」の決め台詞とトラブルが発生した時に使う「申し訳ございません」という謝罪が知られているが、髙嶋曰く後者の頭を下げる仕草は体に負担が掛かっていたといい、1日の撮影でテスト含め30回近く行う事を半年の撮影で繰り返し続けた結果ぎっくり腰になってしまい、コルセットを巻いて注射を打ちながら頭を下げていたと後年明かしている[17]。
- デビュー当初は小劇場出身だったこともあり、声が大きく芝居も大げさで勢いだけであったというが、『ゴジラvsビオランテ』（1989年）で監督の大森一樹から滑舌良く喋ることよりも気持ちを大事にすることを教えられ、演じるものの気持ちになって演じることができるようになったと述懐している[3]。
- 衣装スタッフから「いい役者は衣装替えが早い」と教えられ、自身も衣装替えを早く行うようになった[3]。

## 出演
太字は主演

### テレビドラマ
- 連続テレビ小説（NHK総合）
  - 純ちゃんの応援歌（1988年）[3] - 牛山金太郎
  - あぐり（1997年） - 林晃
  - ちむどんどん（2022年5月 - ） - 二ツ橋光二 [18]
- ハートに火をつけて!（1989年4月 - 6月、フジテレビ） - 岩下良平
- HOTEL（1990年 - 2002年、TBS） - 赤川一平
- 都会の森（1990年7月 - 9月、TBS） - 八橋進介
- 大河ドラマ（NHK総合）
  - 太平記（1991年） - 足利直義
  - 秀吉（1996年） - 豊臣秀長
  - 武蔵 MUSASHI（2003年） - 柳生兵庫助
  - 天地人（2009年） - 樋口惣右衛門
  - 真田丸（2016年） - 北条氏政
- 世にも奇妙な物語（フジテレビ）
  - 「黒魔術」（1991年2月14日） - 長谷川洋
  - 「タイムスクーター」（1991年7月4日） - 主演
- 新春・混浴しあわせ旅館物語（1992年1月1日、フジテレビ） - 主演
- ジュニア・愛の関係（1992年4月 - 6月、フジテレビ） - 稲城平馬
- いとこ同志（1992年10月 - 12月、日本テレビ） - 川島敦
- 新春どきどき温泉旅館物語 恋の露天風呂（1993年1月1日、フジテレビ） - 主演
- 天皇の料理番（1993年2月8日、TBS） - 秋山徳蔵
- ダブル・キッチン（1993年4月 - 6月、TBS） - 花岡忍
- 泣きたい夜もある 第12回 「鳴らない結婚鐘」（1993年6月20日、毎日放送・TBS） - 武志
- 女検事の捜査ファイル（1993年10月 - 12月、テレビ朝日） - 秋津一樹
- お姉さんの朝帰り（1994年1月 - 2月、テレビ朝日） - 高山心平 
  - お姉さんの朝帰り 2（1994年5月 - 6月）
- For You（1995年1月 - 3月、フジテレビ） - 小林守男
- 土曜ドラマ（NHK総合）
  - 放送記者物語（1995年） - 杉浦純一
  - 風になれ鳥になれ（1998年） - 辰夫
  - 人生はフルコース（2006年7月8日 - 7月20日） - 牧村信太郎
- 君が人生の時（1997年1月 - 3月、TBS） - 都築進一
- 新幹線'97恋物語（1997年4月 - 6月、TBS） - 速水大介
- 金曜時代劇 新・腕におぼえあり よろずや平四郎活人剣（1998年9月 - 1999年3月、NHK総合） - 神名平四郎
- ドーラク弁護士（1999年5月21日、フジテレビ） - 正義乃味方
- 田舎で暮らそうよ（1999年7月 - 9月、テレビ東京） - 岡村宗太
- 外科医・有森冴子「母…」（2000年1月4日、日本テレビ） - 結城昭人
- バーチャルガール 第3話（2000年1月29日、日本テレビ） - 三上健一
- お祭り弁護士・澤田吾朗シリーズ（2000年 - 2004年、テレビ朝日） - 澤田吾朗
- ドラマ家族模様 バブル（2001年1月 - 3月、NHK総合） - 須藤哲也
- 事件記者 浦上伸介シリーズ（2001年 - 、テレビ東京） - 浦上伸介
- 十手人（2001年4月 - 6月、テレビ朝日） - 源七
- 貴賓室の怪人（2002年2月5日、日本テレビ） - 浅見光彦
- 三匹が斬る!（2002年4月 - 6月、テレビ朝日） - 青柳 琢馬
- こちら本池上署（2002年7月 - 9月、TBS） - 椎名啓介
  - 第2シリーズ（2003年4月 - 7月）
  - 第3シリーズ（2004年1月 - 3月）
  - 第4シリーズ（2004年10月 - 12月）
  - 第5シリーズ（2005年6月 - 9月）
- 白い影 その物語のはじまりと命の記憶（2003年1月2日、TBS） - 坪田鉄平
- TRICK 第3シリーズ第5話・第6話（2003年11月13日・20日、テレビ朝日） - 赤地洋司
- バツ彼（2004年7月 - 9月、TBS） - 佐久間陽平
- 検察官キソガワ（2005年4月、テレビ東京） - 木曽川情
- 危険なアネキ（2005年10月 - 12月、フジテレビ） - 武田育夫
- ほんとにあった怖い話スペシャル 鎌倉ミステリーツアーSP 「そこにいる!」（2006年8月22日、フジテレビ）
- 忠臣蔵 瑤泉院の陰謀（2007年1月2日、テレビ東京） - 浅野内匠頭
- 白虎隊（2007年1月6日・7日、テレビ朝日） - 酒井安右衛門／酒井虎男
- 松本清張スペシャル・地方紙を買う女（2007年1月30日、日本テレビ） - 杉本隆治
- 東京駅お忘れ物預り所シリーズ（2007年 - 、テレビ朝日） - 望月幸平
- 黒い春（2007年3月21日、WOWOW） - 飯守俊樹
- テレサ・テン物語〜私の家は山の向こう（2007年6月2日、テレビ朝日） - 舟木稔
- うつへの復讐 〜絶望からの復活〜（2007年6月26日、日本テレビ） - ドキュメンタリー部に出演
- 大韓航空機爆破事件から20年 金賢姫を捕らえた男たち 〜封印された3日間〜（2007年12月15日、フジテレビ） - 砂川昌順
- ありがとう!チャンピイ〜日本初の盲導犬誕生物語（2008年9月13日、フジテレビ） - 塩屋賢一
- スペシャルドラマ男装の麗人〜川島芳子の生涯〜（2008年12月6日、テレビ朝日） - 溥儀
- 十津川刑事の肖像（2009年 - 2016年 、フジテレビ） - 十津川省三
- 臨場 （第1シリーズ 2009年4月 - 6月、第2シリーズ 2010年4月 - 6月、テレビ朝日） - 立原真澄
- MR.BRAIN 第1話（2009年5月23日、TBS） - 土井健三
- 美食カメラマン 星井裕の事件簿シリーズ（2010年 - 、TBS） - 星井裕
- わが家の歴史（2010年4月9日 - 4月11日、フジテレビ） - 糸川英夫
- 土曜時代劇 桂ちづる診察日録（2010年9月 - 12月、NHK総合） - 桂陽太郎
- 戦国疾風伝 二人の軍師 秀吉に天下を獲らせた男たち （2011年1月2日、テレビ東京） - 源蔵
- 冬のサクラ（2011年1月 - 3月、TBS） - 石川航一
- 美男ですね（2011年7月15日 - 9月23日、TBS） - 安藤弘
- DOCTORS〜最強の名医〜（2011年10月 - 12月、テレビ朝日） - 森山卓
  - DOCTORS 2〜最強の名医〜（2013年7月 - 9月）
  - DOCTORS 3〜最強の名医〜（2015年1月 - 3月）
  - DOCTORS〜最強の名医〜ファイナル（2023年1月3日）[19]
- 放課後はミステリーとともに（2012年4月 - 6月、TBS） - 祖師ヶ谷大蔵
- スペシャルドラマ灰色の虹（2012年5月19日、テレビ朝日） - 雨宮健
- 薄桜記（2012年7月 - 9月、NHK総合） - 白竿屋長兵衛
- 松本清張没後20年 ドラマスペシャル 十万分の一の偶然（2012年12月15日、テレビ朝日） - 山鹿恭一
- サキ（2013年1月 - 3月、フジテレビ） - 須藤繁之
- ダブル・ミーニング Yes or No?（2013年3月1日、関西テレビ） - 風見憲吾
- ハニー・トラップ（2013年10月 - 12月、フジテレビ） - 小林恭助
- SPEC〜零〜（2013年10月23日、TBS） - 入山隊長
- 緊急取調室 第1話（2014年1月9日、テレビ朝日） - 寺尾光一
- 血の轍（2014年1月19日 - 2月9日、WOWOW） - 曽野耕平
- 松本清張 強き蟻（2014年7月2日、テレビ東京） - 佐伯義雄
- 信長のシェフ Part2（2014年7月 - 9月、テレビ朝日） - 武田信玄
- 株価暴落（2014年10月19日 - 11月26日、WOWOW） - 二戸哲也 [20]
- ほんとにあった怖い話 夏の特別編2015「嵐の中の通報」（2015年8月29日、フジテレビ） - 三田村係長
- 経世済民の男 第三部『鬼と呼ばれた男〜松永安左エ門』（2015年9月19日、NHK名古屋） - 池田勇人
- 天才バカボン〜家族の絆（2016年3月11日、日本テレビ） - おまわりさん[21]
  - 天才バカボン2（2017年1月6日）
  - 天才バカボン3〜愛と青春のバカ田大学（2018年5月4日）
- 99.9-刑事専門弁護士- SEASON I 第7話「VS完全犯罪者!! 凶器に潜むワナ…」（2016年5月29日、TBS） - 河村英樹
- 沈まぬ太陽 第2部（2016年7月 - 9月、WOWOW） - 轟鉄也[22]
- 警視庁捜査二課・郷間彩香 特命指揮官（2016年10月22日、フジテレビ） - 後藤剛
- カインとアベル（2016年10月 - 12月、フジテレビ） - 高田貴行
- 女囚セブン（2017年4月 - 6月、テレビ朝日） - 内藤裕次郎
- 黒革の手帖（2017年7月 - 9月、テレビ朝日） - 橋田常雄
- 先に生まれただけの僕（2017年10月 - 12月、日本テレビ） - 加賀谷圭介
- 風雲児たち〜蘭学革命（れぼりゅうし）篇〜（2018年1月1日、NHK総合） - 高山彦九郎[23]
- ヘッドハンター 第2話「人材が盗まれた…! 部下の裏切りに上司の出世ピンチ」（2018年4月23日、テレビ東京） - 郷原泰三
- ハゲタカ（テレビ朝日） - 滝本誠一郎 
  - 第4話「史上最大の買収劇…社員1万人!! リストラを阻止せよ」（2018年8月9日）
  - 第5話「腐った社長を買い叩け! 990円の逆転宣告!!」（2018年8月16日）
  - 第6話「VS.ハイエナ 総理の秘密を買う!?」（2018年8月23日）
- 真犯人（2018年9月23日 - 10月21日、WOWOW） - 榛康秀
- 遠藤憲一と宮藤官九郎の勉強させていただきます 第6話「第六話ゲスト：高嶋政伸」（2018年12月17日、WOWOW） - 高嶋政伸（本人）
- 家康、江戸を建てる（2019年1月2日・3日、NHK総合） - 大久保長安
- フジテレビ開局60周年特別企画・松本清張 砂の器（2019年3月28日、フジテレビ） - 三木謙一
- 名探偵・明智小五郎 第2夜（2019年3月31日、テレビ朝日） - 澤井正和
- TWO WEEKS（2019年7月16日 - 9月17日、関西テレビ・フジテレビ） - 柴崎要
- 4K時代劇スペシャル・無用庵隠居修行3（2019年9月13日、BS朝日） - 天野彦右衛門
- 病院の治しかた〜ドクター有原の挑戦〜（2020年1月20日 - 3月9日、テレビ東京） - 倉嶋亮介
- M 愛すべき人がいて（2020年4月 - 7月、テレビ朝日） - 大浜[24]
- セイレーンの懺悔（2020年10月18日 - 11月8日、WOWOW） - 宮藤賢次
- 夜がどれほど暗くても（2020年11月22日 - 12月13日、WOWOW） - 宮藤賢次
- レッドアイズ 監視捜査班（2021年1月23日 - 3月27日、日本テレビ） - 鳥羽和樹
- 華麗なる一族（2021年、WOWOW） - 芥川秀之
- ホリデイ〜江戸の休日〜（2023年1月6日、テレビ東京） - 太助 [25][26]
- 合理的にあり得ない〜探偵・上水流涼子の解明〜 第1話（2023年4月17日、関西テレビ・フジテレビ）[27] - 神崎恭一郎
- THE MYSTERY DAY〜有名人連続失踪事件の謎を追え〜（2023年10月7日、日本テレビ） - 小磯一高[28]
- 大奥 Season2「医療編」（2023年放送予定、NHK総合） - 徳川家慶[29]
- 松本清張ドラマスペシャル 第二夜「ガラスの城」（2024年1月4日、テレビ朝日） - 倉田文則[30]
- 広重ぶるう（2024年3月23日、NHK BSP4K） - 竹内孫八[31]
- 黄金の刻〜服部金太郎物語〜（2024年3月30日、テレビ朝日）  - 吉邨英恭[32]
- 相棒 Season 23 第9話（2025年1月1日、テレビ朝日） - 桧山弘一
- 相続探偵 第1話（2025年1月25日、日本テレビ） - 桜庭真一[33]
- いきなり婚 第9話 - 最終話（2025年3月5日 - 3月26日、日本テレビ） - スマイル食品社長・安藤栄治[34]
- あきない世傳 金と銀（NHK BS・NHK BSプレミアム4K） - 忠兵衛
  - あきない世傳 金と銀2（2025年4月6日 - 5月25日）[35]
  - あきない世傳 金と銀3（2026年春〈予定〉 - ）[36]
- 失踪人捜索班 消えた真実 第1話（2025年4月11日、テレビ東京） - 君嶋信也[37]
- イグナイト -法の無法者- 第3話 - 最終回（2025年5月2日 - 6月27日、TBS） - 音部卓郎[38]　※特別出演
- リベンジ・スパイ（2025年7月5日 - 、テレビ朝日） - 藺牟田隆一 役[39]

### 配信ドラマ
- いきなり婚 第5話（2025年2月26日、TVer） - スマイル食品社長・安藤栄治[40]
- TOKYO butterfly NIGHT（2025年4月10日、YouTube 他） - 篠塚希一郎[41]
- 笑ゥせぇるすまん #7「地下アイドル -モグリズムII-」（2025年7月25日、Amazon Prime Video） - 森コイズミー 役[42][43]

### 映画
- 家族輪舞曲（1989年）[3] - 修司
- ゴジラvsビオランテ（1989年、東宝） - 黒木翔[2][3][4] ※第14回日本アカデミー賞新人俳優賞・石原裕次郎新人賞受賞
- 山田ババアに花束を（1990年、東宝） - 戸倉真人
- 虹の橋（1993年） - 富士太
- 修羅場の人間学（1993年） - 朝田平吉
- ホーク/B計画（2000年） - SAT隊員・小田
- 感染（2004年） - 魚住晴哉
- 釣りバカ日誌18 ハマちゃんスーさん瀬戸の約束 （2007年） - 高原昌平
- マリと子犬の物語（2007年） - 安田啓一
- L change the WorLd（2008年） - 的場大介
- ジェネラル・ルージュの凱旋（2009年） - 沼田利博
- 20世紀少年 最終章 ぼくらの旗（2009年） - 地球防衛軍
- 探偵はBARにいる（2011年） - 〈俺〉を拉致した男（カトウ）
- 臨場・劇場版（2012年） - 立原真
- 暗殺教室（2015年） - 鷹岡明[44]
- エイプリルフールズ（2015年） - 小野刑事
- ラプラスの魔女（2018年） - 武尾徹[45]
- 響 -HIBIKI-（2018年） - 神田正則[46]
- アパレルデザイナー（2020年） - 藤村雄二
- 犬鳴村（2020年） - 森田晃
- ボクたちはみんな大人になれなかった（2021年[注 1]） - 恩田隆行
- 変な家（2024年）[48]
- Demon City 鬼ゴロシ（2025年2月27日、Netflix） - 篠塚孝太郎 役[49]

### ビデオ作品
- 真・仮面ライダー 序章 - 結城卓也 ※友情出演

### 舞台
- 音楽劇ブッダ(主役：シッダルタ）（1998年9月7日 - 30日 新国立劇場中劇場）[50]
- ハウ・トゥー・サクシード（主役：J.ピアポント・フィンチ、2000年）
- 花に背いて 直江兼続とお船を語る（邦楽による朗読舞踊）（2009年6月20日 大阪松竹座）

### 吹き替え
- グリンチ（ナレーション〈アンソニー・ホプキンス〉）※劇場公開版
- ヤングガン（ビリー・ザ・キッド（エミリオ・エステヴェス））※フジテレビ版
- ヤングガン2（ビリー・ザ・キッド（エミリオ・エステヴェス））※フジテレビ版

### バラエティ
- MOGITATE!バナナ大使（TBS・司会）
- 地球ZIG ZAG（毎日放送・2代目司会者）
- ドキドキ世界大冒険（テレビ朝日・司会）
- いきなり!クライマックス（TBS）
- 芸能人格付けチェック（2015年1月1日、2024年1月7日、2024年3月26日・ABCテレビ）

### CM
- 大日本除虫菊「キンチョール」
- ポッカ「ニューヨークカフェ」
- 月桂冠「ザ・カップ200」
- ローソン
- 味の素
- 日本航空
- 理想科学工業「プリントゴッコ」
- ハウス食品「ククレカレー」「カレーマルシェ」
- アサヒビール「江戸前生ビール」
- 全日本空輸
- デジタルツーカー四国
- 松下電器（現・パナソニック）
- 富士フイルム「写ルンです」
- ダイハツ工業
- 大東建託
- 三菱石油（現・ENEOS）
- 中外製薬「新・グロモント」[注 2]
- 第一製薬（現・第一三共ヘルスケア）「パテックス」
- キリンビール
- 丸三証券
- ロート製薬
- ライオン「デンター」
- メガネスーパー
- ヤマダデンキ

### 楽曲
- どうするの赤坂（山田邦子とのデュエット） - TBS系番組『MOGITATE!バナナ大使』挿入歌（1990年12月5日 東芝EMI）
- 月に吠える - 東映映画『修羅場の人間学』主題歌（1993年10月25日 ワーナーミュージック・ジャパン）

### その他
- ミクロアドベンチャー!（ウェイン・ザリンスキー博士）